# Hermann Müller (Thurgovie)
Pour les articles homonymes, voir Müller et Hermann Müller (homonymie).
Hermann Müller  (Tägerwilen, 21 octobre 1850 – Wädenswil, 18 janvier 1927) est un botaniste, œnologue, biologiste, phytopatologiste et cultivateur suisse du canton de Thurgovie.

## Biographie
Hermann Müller est connu pour avoir créé le Müller-Thurgau, en 1882, un cépage toujours utilisé dans la vinification du vin. Élève de Julius von Sachs, il étudie des domaines les plus divers de la physiologie végétale et viticulture.